# グラニト・ジャカ
グラニト・ジャカ（Granit Xhaka , 1992年9月27日 - ）は、スイス・バーゼル出身のサッカー選手。プレミアリーグ・サンダーランドAFC所属。スイス代表。ポジションはMF。
スイス代表における歴代最多出場記録の保持者。
両親はコソボより移民してきたアルバニア人である。バーゼル時代のチームメイトでアルバニア代表のタウラント・ジャカは実兄。

## クラブ経歴
2000年にスイスのFCコンコルディア・バーゼルのユースチームでキャリアをスタートさせた。2002年、兄タウラントと共にFCバーゼルに移籍した。2010年にトップチーム昇格し、UEFAチャンピオンズリーグ予選のデブレツェニVSC戦でプロデビュー。同時にプロ初ゴールも記録した。2011年5月15日、FCトゥーン戦で初得点を挙げた。
2012年5月18日、ドイツ・ブンデスリーガのボルシア・メンヒェングラートバッハに5年契約で移籍。
2016年5月、アーセナルFCへ5年契約での加入が決定。背番号は29番である。9月17日のハル・シティAFC戦でロングシュートを決め、アーセナルでの初ゴールを記録した。アーセン・ヴェンゲル監督の下では主力として活躍するも、細かいミスが散見され、失点に直結するミスも多かったため批判を浴びた。
2018年5月21日、2018-19シーズンより背番号をフランシス・コクランの退団により空いた34番に変更することが発表された。通常主力が着ける若い番号ではなく敢えて現番号より大きい背番号に変更したことについて、34番はプロとして最初につけた番号であり背中と腕にタトゥーも彫っている思い入れのある特別な番号であると本人は説明している。2018-19シーズンにウナイ・エメリが監督に就任すると2枚のボランチの一角として出場機会を得た。
2019-20シーズンはローラン・コシールニーの退団に伴いアーセナルの暫定的なキャプテンになった。2019年9月27日、選手間の投票により今季すでに6回ゲームキャプテンを務めたジャカを正式にキャプテンに任命したことをエメリ監督が明かした。10月27日のクリスタル・パレスFC戦で交代時にサポーターからブーイングを浴びると耳に手を当てて挑発しキャプテンマークを叩きつけてユニフォームを脱ぎサポーターに向かって暴言を吐きながらスタジアム内に引き上げてしまった。10月31日、この行動は以前からSNS上でジャカ本人のみならず妊娠中の妻や子供に対してまでサポーターから心無い罵詈雑言が浴びせられていたことへのフラストレーションが引き金となったことをジャカはSNSで説明し謝罪した。11月5日、この行動を問題視したエメリはジャカからキャプテンの座を剥奪してピエール＝エメリク・オーバメヤンを新キャプテンとすることを明かした。退団の噂が絶えなかったが、この年の終わりに就任したミケル・アルテタ監督の説得によりクラブに留まることを決意。ダニ・セバージョスとともに中盤の一角を担い、クラブの14回目のFAカップ優勝に大いに貢献した。
2020-21シーズン、2020年12月13日のプレミアリーグ・バーンリーFC戦で相手選手との交錯から小競り合いに発展し相手選手の喉元を押してしまい、前節のニコラ・ペペに引き続きレッドカードを受け退場した。
2020-21シーズン終了後、ASローマの新監督ジョゼ・モウリーニョが獲得を熱望していると複数のメディアで報道されASローマへの移籍報道が過熱した。その渦中でEURO2020に参加中であったジャカはローマ行きを匂わす発言をいくつかした。フランス戦前の会見では「アーセナルは私がどうしたいか知っている。ここ(ローマ)はとても美しい」と発言。また、フランス戦の後のインタビューにおいてイタリア語でインタビューを行うことについて尋ねられると「まだです。新しい言語を学ぶことは常に興味深い」と答えた。しかし、移籍は中々決まらず休暇明け後プレシーズン中にアーセナルに合流しそのまま2021-22シーズン開幕後もアーセナルの試合に出場した。8月23日、公式発表前でありながら公式インタビューにおいてアーセナルと契約延長したことを明かした。移籍市場閉幕後、ローマのGMであるチアゴ・ピントは噂通りローマがジャカ獲得に動いており本人も来たがっていたがアーセナルが移籍を許可しなかったことを明かし獲得失敗を後悔していると発言した。同年8月28日、プレミアリーグのマンチェスター・シティFC戦においてジョアン・カンセロに対して両足での足裏タックルを行いレッドカードによる一発退場処分となった。9月26日、退場による出場停止処分後、初の試合となるノース・ロンドン・ダービーにおいて接触により転倒したルーカス・ロドリゲス・モウラ・ダ・シルヴァがジャカの右足の上に落下し右膝の内側側副靱帯を損傷する重傷を負った。当初は2022年1月初旬にフルトレーニング復帰を予定としていたが大幅に回復状況が早まり、12月6日のプレミアリーグのエヴァートンFC戦で先発フル出場し実戦復帰した。2022年1月9日、FA杯のノッティンガム・フォレストFC戦前の新型コロナ検査で9月に続き自身2度目の陽性判定となった。同年1月13日、カラバオ杯リヴァプールFC戦においてロングボールを受けようとペナルティエリア前まで抜け出したディオゴ・ジョッタに並走する形でカバーに入るもクリアしようとした足がボールには当たらずにジョッタの腹部を蹴り上げて倒してしまい前半24分に21-22シーズン2度目となる一発退場処分となった。
2022−23シーズン第9節、トッテナム・ホットスパーFCとのノース・ロンドン・ダービーで、ゴールを決めチームの勝利に貢献した。2023年1月24日、自身2度目となる2022年スイス年間最優秀選手賞を受賞した。チームは優勝を逃したが、リーグ最終節ウォルバーハンプトン戦で2得点を挙げてキャリアハイのゴール数を9に更新するなど、2位確保に貢献した。
2023年7月6日、バイエル・レバークーゼンに5年契約で移籍することが公式発表された。2023-24シーズン、リーグ優勝に貢献しただけでなくDFBポカール決勝、カイザースラウテルンとの対戦では決勝ゴールを決めて優勝をもたらした。
2025年7月30日、プレミアリーグに昇格したサンダーランドAFCに3年契約で完全移籍加入することが発表された。2年ぶりのイングランド復帰となる。

## 代表経歴

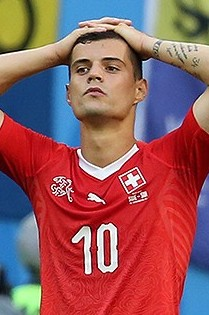
スイス代表でのジャカ（2018年）

スイス代表として世代別代表に選出され、2009 FIFA U-17ワールドカップでは優勝に貢献。UEFA U-21欧州選手権2011にも出場した。
2011年6月4日、イングランド戦でスイス代表デビューを果たした。同年11月15日のルクセンブルクとの親善試合で代表初得点となる決勝ゴールを挙げた。
2014 FIFAワールドカップグループリーグF、フランス戦でゴールを決めた。
UEFA EURO 2016では、初戦で兄のタウラント・ジャカ擁するアルバニアとぶつかり、EURO史上初となる兄弟同士での試合が実現。試合はスイスの勝利に終わり、グラニトはMOMに選出された。
2018 FIFAワールドカップに出場し、グループリーグ第2節のセルビア戦で同点ゴールを挙げたが、その際アルバニア国旗の「双頭の鷲」をイメージさせるパフォーマンスが政治的メッセージにあたるとされ、同じパフォーマンスをしたジェルダン・シャチリと共にFIFAから罰金処分を下された。
2020年9月、それまでキャプテンだったステファン・リヒトシュタイナーが現役引退したためジャカがスイス代表の新キャプテンに就任した。2021年5月31日、EURO2020に向けたスイス代表メンバーに招集された。EURO2020では、グループステージ3戦及びラウンド16のフランス代表戦の4試合にキャプテンとして先発フル出場しスイス代表史上初のEUROベスト8進出に大きく貢献した。特に、優勝候補筆頭であったフランス相手に3-3のスコアでPK戦の末に大金星を上げた試合では、ビハインドのまま後半ロスタイムに突入し敗退間近のなか値千金の同点弾をアシストする大活躍をしてその試合のマン・オブ・ザ・マッチに選出された。フランス戦で2枚目のイエローカードを受け規定により次戦のスペイン代表戦を出場停止となった。ジャカを欠いたスペイン代表戦でスイス代表はPK戦の末にベスト8で敗退した。
2021年9月1日、代表合流後に新型コロナウイルス検査で陽性反応を示し親善試合のギリシャ代表戦を欠場した。スイスサッカー協会は、代表選手にワクチン接種を推奨していたがジャカはワクチン非接種であったことを明かした。
2022年11月9日、2022 FIFAワールドカップのスイス代表メンバーに選出された。同大会では主将としてベスト16でポルトガル代表に大敗して敗退するまでの全4試合に先発フル出場した。特にグループステージ3試合目では前回大会で因縁のあるセルビア代表戦とのグループステージ突破を掛けた試合でマン・オブ・ザ・マッチを獲得する活躍をしグループステージ突破に大きく貢献した。

## プレースタイル
広い視野を生かしたパスでチームにリズムを与え、攻撃を中盤から支えるミッドフィールダー。フィジカルの強さを生かしたタックルも持ち味の一つであるが、早い時間帯でイエローカードを貰うことも少なくない。

## 私生活
- ジャカ兄弟の出身地についてはコソボ・メトヒヤ自治州ジラン郡ジラニ出身という説もあるが、グラニト自身が「インターネットやウィキペディアだと私がジラニ出身との記述があるけれど間違ってるよ。なぜ生じたのかは知らないけど」とインタビューで否定している[2]。英語版を始め、ドイツ語版、アルバニア語版などはこの発言に従って出身地をバーゼルとしている。

- 2021年9月の代表戦前に新型コロナウイルス陽性者になったがワクチン非接種であったことが判明したジャカに対して直前の移籍市場で獲得を熱望していたと報道されていたモウリーニョがSNS上でワクチン接種を促すメッセージを送りこれに対して感謝のメッセージを返した[48]。

## 個人成績

### クラブ
2019/06/15現在
| クラブ     | シーズン | リーグ         | リーグ戦 | リーグ戦 | カップ戦 | カップ戦 | リーグ杯 | リーグ杯 | 国際大会 | 国際大会 | その他 | その他 | 合計 | 合計 |
| クラブ     | シーズン | リーグ         | 出場     | 得点     | 出場     | 得点     | 出場     | 得点     | 出場     | 得点     | 出場   | 得点   | 出場 | 得点 |
| ---------- | -------- | -------------- | -------- | -------- | -------- | -------- | -------- | -------- | -------- | -------- | ------ | ------ | ---- | ---- |
| バーゼル   | 2010–11  | スーパーリーグ | 19       | 1        | 2        | 0        | 0        | 0        | 5        | 1        | 0      | 0      | 26   | 2    |
| バーゼル   | 2011–12  | スーパーリーグ | 23       | 0        | 4        | 0        | 0        | 0        | 8        | 0        | 0      | 0      | 35   | 0    |
| バーゼル   | 通算     | 通算           | 42       | 1        | 6        | 0        | 0        | 0        | 13       | 1        | 0      | 0      | 61   | 2    |
| ボルシアMG | 2012–13  | ブンデスリーガ | 22       | 1        | 2        | 0        | 0        | 0        | 9        | 0        | 0      | 0      | 33   | 1    |
| ボルシアMG | 2013–14  | ブンデスリーガ | 28       | 0        | 1        | 0        | 0        | 0        | 0        | 0        | 0      | 0      | 29   | 0    |
| ボルシアMG | 2014–15  | ブンデスリーガ | 30       | 2        | 3        | 0        | 0        | 0        | 9        | 3        | 0      | 0      | 42   | 5    |
| ボルシアMG | 2015–16  | ブンデスリーガ | 28       | 3        | 3        | 0        | 0        | 0        | 5        | 0        | 0      | 0      | 36   | 3    |
| ボルシアMG | 通算     | 通算           | 108      | 6        | 9        | 0        | 0        | 0        | 23       | 3        | 0      | 0      | 140  | 9    |
| アーセナル | 2016–17  | プレミアリーグ | 32       | 2        | 5        | 0        | 2        | 1        | 7        | 1        | 0      | 0      | 46   | 4    |
| アーセナル | 2017–18  | プレミアリーグ | 38       | 1        | 0        | 0        | 3        | 1        | 6        | 1        | 1      | 0      | 48   | 3    |
| アーセナル | 2018–19  | プレミアリーグ | 29       | 4        | 1        | 0        | 1        | 0        | 9        | 0        | 0      | 0      | 40   | 4    |
| アーセナル | 2019-20  | プレミアリーグ | 31       | 1        | 6        | 0        | 0        | 0        | 4        | 0        | 0      | 0      | 41   | 1    |
| アーセナル | 2020-21  | プレミアリーグ | 31       | 1        | 2        | 0        | 1        | 0        | 10       | 0        | 1      | 0      | 45   | 1    |
| アーセナル | 通算     | 通算           | 161      | 9        | 14       | 0        | 7        | 2        | 36       | 2        | 2      | 0      | 220  | 13   |
| 総通算     | 総通算   | 総通算         | 311      | 16       | 29       | 0        | 7        | 2        | 72       | 6        | 2      | 0      | 421  | 24   |

## 代表歴

### 出場大会
- スイス代表
  - 2014 FIFAワールドカップ
  - 2018 FIFAワールドカップ
  - 2022 FIFAワールドカップ
  - UEFA EURO 2024

### 試合数
- 国際Aマッチ 121試合 14得点（2011年-）[49]

| スイス代表 | 国際Aマッチ | 国際Aマッチ |
| 年         | 出場        | 得点        |
| ---------- | ----------- | ----------- |
| 2011       | 6           | 1           |
| 2012       | 9           | 2           |
| 2013       | 8           | 1           |
| 2014       | 10          | 1           |
| 2015       | 6           | 1           |
| 2016       | 11          | 0           |
| 2017       | 9           | 2           |
| 2018       | 13          | 2           |
| 2019       | 10          | 2           |
| 2020       | 7           | 0           |
| 2021       | 9           | 0           |
| 2022       | 13          | 0           |
| 2023       | 10          | 2           |
| 通算       | 121         | 14          |

### 得点
| #   | 開催日         | 会場               | 対戦国         | スコア | 結果 | 大会                                    |
| --- | -------------- | ------------------ | -------------- | ------ | ---- | --------------------------------------- |
| 1.  | 2011年11月15日 | ルクセンブルク市   | ルクセンブルク | 1-0    | 1-0  | 親善試合                                |
| 2.  | 2012年8月15日  | スプリト           | クロアチア     | 1-0    | 4-2  | 親善試合                                |
| 3.  | 2012年9月7日   | リュブリャナ       | スロベニア     | 1-0    | 2-0  | 2014 FIFAワールドカップ・ヨーロッパ予選 |
| 4.  | 2013年10月15日 | ベルン             | スロベニア     | 1-0    | 1-0  | 2014 FIFAワールドカップ・ヨーロッパ予選 |
| 5.  | 2014年6月20日  | サルヴァドール     | フランス       | 2-5    | 2-5  | 2014 FIFAワールドカップ                 |
| 6.  | 2015年3月27日  | ルツェルン         | エストニア     | 2-0    | 3-0  | UEFA EURO 2016予選                      |
| 7.  | 2017年6月9日   | トースハウン       | フェロー諸島   | 1-0    | 2-0  | 2018 FIFAワールドカップ・ヨーロッパ予選 |
| 8.  | 2017年10月7日  | バーゼル           | ハンガリー     | 1-0    | 5-2  | 2018 FIFAワールドカップ・ヨーロッパ予選 |
| 9.  | 2018年3月27日  | ルツェルン         | パナマ         | 2-0    | 6-0  | 親善試合                                |
| 10. | 2018年6月22日  | カリーニングラード | セルビア       | 1-1    | 2-1  | 2018 FIFAワールドカップ・グループE      |
| 11. | 2019年3月26日  | バーゼル           | デンマーク     | 2-0    | 3-3  | UEFA EURO 2020予選                      |
| 12. | 2019年11月18日 | ジブラルタル       | ジブラルタル   | 6-1    | 6-1  | UEFA EURO 2020予選                      |
| 13. | 2023年3月25日  | ノヴィ・サド       | ベラルーシ     | 4-0    | 5-0  | UEFA EURO 2024予選                      |
| 14. | 2023年9月12日  | シオン             | アンドラ       | 2-0    | 3-0  | UEFA EURO 2024予選                      |

## タイトル

### クラブ
バーゼル
- スーパーリーグ ： 2回（2010-11, 2011-12）
- スイス・カップ ： 2011-12

アーセナル
- FAカップ : 2回（2016-17, 2019-20）
- FAコミュニティ・シールド : 2回（2017, 2020）

バイエル・レバークーゼン
- ブンデスリーガ : 2023-24
- DFBポカール : 2023-24

### 代表
U-17スイス代表
- FIFA U-17ワールドカップ ： 2009

### 個人
- スイス年間最優秀若手サッカー選手賞：1回（2012）
- スイス年間最優秀選手賞：2回（2017, 2022）